# Järvsöholmarnas naturvårdsområde
Järvsöholmarnas naturvårdsområde är ett naturvårdsområde (sedan 1999 likställt med naturreservat) i Ljusdals kommun i Gävleborgs län.
Området är naturskyddat sedan 1987 och är 198 hektar stort. Reservatet omfattar en halvö och några öar i Ljusnan söder om Järvsö och består av betesmarker på torrängar och strandängar med glesare dungar av lövträd och barrträd. 